# Hiéroglyphe égyptien S22
Le nœud d'épaule, en hiéroglyphes égyptiens, est classifié dans la section S « Couronnes, vêtements, sceptres, etc. » de la liste de Gardiner ; il y est noté S22.

## Représentation
Il représente un nœud servant à joindre les deux pans d'un vêtement sur l'épaule, à la manière d'une fibule. Il est translittéré sṯ ou tȝ.

## Utilisation
| S22 · wr | / | N17 · wr | S22 |

| S22 · wr | / | N17 · wr | S22 |

C'est un phonogramme bilitère de valeur sṯ.

## Exemples de mots
| s | T | i | S22 · t |

| s | T | i | S22 · t |

| s | T · t | S22 | Q7 |

| s | T · t | S22 | Q7 |

| S22 · T | t · N25 |

| S22 · T | t · N25 |